# Бортовая система электроснабжения летательных аппаратов
Бортовая система электроснабжения летательных аппаратов (бортовая СЭС ЛА) — система электроснабжения, предназначенная для обеспечения бортового электрооборудования летательного аппарата электроэнергией требуемого качества. Системой электроснабжения принято называть совокупность устройств для производства и распределения электроэнергии. Начиная с 1920-х годов прошлого века, на самолётах стали использоваться генераторы постоянного тока на 8, затем — на 12, и, наконец, на 27 вольт.
Для питания бортового оборудования и систем ЛА в настоящее время применяется электроэнергия постоянного тока напряжением 28 вольт, переменного однофазного или трёхфазного с нейтралью тока с напряжением 200/115 вольт, , переменного трёхфазного без нейтрали тока линейным напряжением 36 вольт, . Суммарная мощность генераторов на борту может составлять от нескольких киловатт для небольших самолётов или вертолётов до 600 и более кВт для тяжёлых ЛА.
В состав бортовой СЭС входят источники тока, аппаратура регулирования, управления и защиты, собственно бортовая сеть с распределительными устройствами, устройствами защиты цепей потребителей, а также устройствами защиты от радиопомех, статического электричества и электромагнитных излучений. Различают первичные и вторичные источники электроэнергии. К первичным источникам относят бортовые электрогенераторы и аккумуляторные батареи. Ко вторичным источникам относят трансформаторы и преобразователи.
Надёжность системы электроснабжения ЛА является одним из основополагающих факторов безопасности полёта. Поэтому предусматривается комплекс мер для надёжности функционирования и повышения живучести бортовой СЭС ЛА. Как правило, применяют основные, резервные и аварийные источники электроэнергии. Основные источники обеспечивают потребности в электроэнергии в нормальных условиях полёта. Резервные источники питают потребители при нехватке мощности основных источников, вызванной отказами в СЭС. Аварийные источники питают только жизненно важные системы ЛА (потребители первой категории), без которых невозможно безопасное завершение полёта.
На электрооборудование летательных аппаратов действует ряд неблагоприятных факторов — вибрации, ускорения, большие перепады температуры и давления, ударные нагрузки, агрессивные среды паров топлива, масел и спецжидкостей, иногда очень едких и токсичных.
Конструктивными особенностями агрегатов электрооборудования летательных аппаратов является очень высокое качество изготовления, высокая механическая и электрическая прочность при минимальном весе и габаритах, пожаровзрывобезопасность, относительная простота в эксплуатации, полная взаимозаменяемость однотипных изделий и т. д.

## Генераторы
По принципу действия авиационные генераторы не отличаются от аналогичных наземных генераторов, но обладают рядом особенностей: малый вес и габариты, большая плотность тока якоря, принудительное воздушное, испарительное или жидкостное охлаждение, высокая частота вращения ротора, применение высококачественных конструкционных материалов. В качестве источников постоянного тока обычно применяют бесконтактные синхронные генераторы переменного тока и коллекторные генераторы постоянного тока. Генераторы устанавливаются на двигателях и вспомогательных силовых установках (ВСУ), при этом частота вращения турбовинтовых двигателей самолётов и вертолётов стабилизирована регулированием нагрузки двигателя за счёт изменения шага винта, а вот на турбореактивных двигателях частота вращения ротора может меняться в широких пределах и при жёстком механическом приводе на генератор переменного тока частота также существенно изменяется, что часто недопустимо по ТУ потребителей.
Поэтому электрические сети строят по разным принципиальным схемам. Построение сети зависит от назначения ЛА, его конструктивных особенностей и применяемого оборудования. Например, на самолёте Ту-134 в качестве основных источников электроэнергии применяются генераторы постоянного тока на двигателях, а для питания переменным током стабильной частоты 200/115 вольт, 400 Гц применяются электромашинные преобразователи. На большинстве ВС установлены генераторы переменного тока, выдающие ток стабильной частоты либо за счёт постоянной частоты вращения двигателя (ВСУ и многие турбовинтовые двигатели), либо за счёт привода постоянных оборотов (ППО, также называются приводами постоянной частоты вращения — ППЧВ).
Существуют также ВС, где на двигателях установлены генераторы нестабильной частоты, от которых питаются нетребовательные к частоте потребители — люминесцентное освещение, противообледенительная система, выпрямительные устройства, а от выпрямительных устройств питаются преобразователи, выдающие переменный ток стабильной частоты. Такова, например, система электроснабжения Ан-140 — частота вращения генераторов меняется от 70 до 100 % максимальной, от генераторов питаются три выпрямительных устройства, от выпрямительных устройств питаются два мощных (2,5 кВА) полупроводниковых преобразователя ПТС-2500 на 115/200 В, 400 Гц.
Генераторы всегда работают в комплекте с аппаратурой защиты и управления. Например, генераторы переменного тока ГТ40ПЧ6, ГТ40ПЧ8, ГТ60ПЧ8 и некоторые другие работают с блоком защиты и управления БЗУ-376СБ и блоком регулирования напряжения БРН-208МА либо с одним блоком регулирования, защиты и управления БРЗУ-115ВО. БЗУ защищает генератор от превышения тока и частоты (отключает привод генератора при частоте более 480 Гц), нагрузку (отключением контактора, подключающего генератор к сети) — от повышений и понижений напряжения и частоты. БРН регулирует выходное напряжение генератора. БРЗУ объединяет все эти функции, а также он легче комплекта БЗУ + БРН по массе — 4,62 кг против 5,3 и 4,4 соответственно.

## Преобразователи тока
На летательных аппаратах в качестве вторичных источников тока применяются электромашинные преобразователи и статические полупроводниковые преобразователи (инверторы). Цифра в обозначении преобразователей выпуска СССР и России, как правило, обозначает его мощность в вольт-амперах. Электромашинный преобразователь представляет собой агрегат, состоящий из электродвигателя постоянного тока и генератора переменного тока (иногда — двух), механически закреплённых на одном валу. Принцип действия такого преобразователя основан на двукратном преобразовании электрической энергии в электрических машинах — двигателе и генераторе. Схема стабилизации оборотов (частоты вращения) обычно расположена в коробке управления. Наиболее широко распространены преобразователи серий ПО (однофазные на 115 вольт), ПТ (трёхфазные на 200/115 вольт или 36 вольт) и ПТО (комбинированные). При КПД в пределах 50-60 % мощность электромашинного преобразователя может быть от 125 ВА (ПТ-125Ц) до 6 кВА (ПО-6000). Электромашинные преобразователи требуют регулярного технического обслуживания (обычно через каждые 100 часов налёта или наработки) и контроля состояния щёточно-коллекторных узлов (ЩКУ) с заменой щёток токосъёмников по мере износа.
Статические преобразователи преобразуют постоянный ток в переменный с помощью управляемых полупроводниковых приборов — транзисторов или тиристоров. Их шум и вибрации значительно ниже, чем у вращающихся преобразователей (из подвижных элементов — только вентилятор охлаждения, в маломощных преобразователях вообще отсутствующий), КПД может достигать 85 %, что особенно важно при аварийном питании самолёта от аккумуляторов. Распространены преобразователи ПТС-25 (работает в паре с резервным авиагоризонтом АГР-72 и обеспечивает его постоянное автономное питание от аккумуляторов), ПТС-250 (вырабатывает напряжение 36 В обратной фазировки, требующейся в системе 36 В Ту-154 и некоторых других ВС), ПТС-800 (установлен, в частности, на Ту-204, Як-42, Ту-142МЗ, вертолёте Ка-27 и др.), ПТС-1600 и ПТС-2500 (вырабатывают 115/200 В), однофазный ПОС-25 (используется для питания розеток электробритв напряжением 127 В, 50 Гц), ПОС-1000 (на 115 В, 400 Гц) и др.

## Привод постоянных оборотов
При необходимости получить от генератора, приводимого двигателем с изменяющейся частотой вращения, напряжение стабильной частоты генераторы подключаются к редуктору через привод постоянных оборотов (ППО). Различают разные схемы ППО — гидравлические, пневматические, механические. Применение нашла гидростатическая схема дифференциального типа (гидронасос-гидромотор), в которой механическая энергия вращения, отбираемая от вала авиадвигателя, преобразуется в энергию давления рабочего тела — масла. Регулирование частоты вращения осуществляется гидравлическим центробежным автоматом, управляющим производительностью гидронасоса. В случае с большинством турбовинтовых авиадвигателей и ВСУ генераторы переменного тока работают на постоянной частоте вращения, обусловленной стабильностью оборотов двигателя. Первичная (основная) система переменного тока стабильной частоты применяется, например, на самолётах Ан-72 и Ан-148, Ил-62, Ту-154 и Ту-204, Су-27, вертолётах Ми-28Н, Ка-27 и Ка-50. На этих машинах для получения постоянного тока используются полупроводниковые выпрямительные устройства (ВУ).

## Выпрямительные устройства
Выпрямительное устройство (ВУ) — агрегат, состоящий из трёхфазного понижающего трансформатора, полупроводникового трёхфазного выпрямителя и иногда — тиристорной схемы стабилизации при изменении нагрузки. Мощность различных типов ВУ может быть в пределах от 3 до 12 кВт. Для принудительного охлаждения схемы выпрямительное устройство имеет встроенный вентилятор. Распространённые типы ВУ — ВУ-6А и ВУ-6Б мощностью 6 кВт, стабилизации не имеют и напряжение на выходе прямо зависит от напряжения на входе.

## Турбогенераторы
На летательных аппаратах может применяться смешанная схема электроснабжения, из сетей постоянного тока и сетей переменного тока стабильной или нестабильной частоты, а также дополнительные сети для питания различной сложной аппаратуры (автономные системы электроснабжения). К примеру, генератор переменного тока может работать от воздушной турбины, которая, в свою очередь, работает на отбираемом от компрессора авиадвигателя сжатом воздухе. Такой агрегат называется турбогенератором и применяется достаточно редко, в частности, на самолётах Ан-22, Ту-95/142, специальных модификациях Ан-12, Ил-76 и др. Турбогенератор типа ТГ-60/2, стоящий на Ту-95МС, состоит из турбины и обычного самолётного генератора ГТ60ПЧ8 (60 кВА, 115/200 В, 400 Гц, 8000 мин–1, такие же стоят на маршевых двигателях НК-12МП) и используется для питания потребителей током стабильной частоты 400 Гц на земле, когда двигатели работают на земном малом газе (6600 мин–1 вместо номинальных 8300 мин–1) и генераторы не выдают номинальные 400 Гц. После включения ТГ раскручивается 2 мин. Для нормальной работы необходим отбор не менее чем от двух двигателей, иначе ТГ «заваливает» — не набирает под нагрузкой номинальных оборотов 8000 мин–1.
Более распространены турбонасосные установки (ТНУ — гидронасос, приводимый от воздушной турбины), используемые как источники давления в гидросистемах, например, Ту-22М, Ан-124, Ил-86 и ещё ряде машин, но к СЭС они отношения не имеют.

## Аварийная турбина
Ещё на заре авиации для электропитания потребителей не использовались генераторы на моторах, а применялись динамо-машины с ветряками (воздушными турбинками), раскручиваемые в полёте набегающим потоком воздуха. На земле для питания бортсети применялись бортовые аккумуляторы, а для длительных ремонтных и наладочных работ использовались наземные аккумуляторные батареи большой ёмкости.
В дальнейшем бортовая сеть самолётов многократно усложнилась, но на ряде ЛА продолжают использоваться воздушные турбины, которые в аварийных случаях выпускаются в воздушный поток и производят электроэнергию для потребителей первой категории, а иногда и гидравлическое давление для аварийной гидросистемы. В случае установки на ветряке генератора переменного тока турбина оборудуется центробежным регулятором частоты вращения. Аварийные турбины часто снабжены автоматикой, распознающей аварийную ситуацию, и срабатывают (выпускаются в поток и запускаются в работу) автоматически, без команды от лётчика.
Такими агрегатами могут оборудоваться как небольшие ЛА, так и огромные пассажирские лайнеры. Например, даже на маленьком учебно-тренировочном самолёте L-39 Albatros установлена аварийная турбина В-910 с генератором постоянного тока ЛУН 2117.02 на три киловатта.

## Бортовые аккумуляторные батареи
На современных ЛА аккумуляторные батареи применяются в качестве аварийных источников электроэнергии, для питания потребителей первой категории, без которых невозможно нормальное завершение полёта. В свою очередь, аккумуляторы могут питать аварийные преобразователи тока (обычно небольшие электромашинные или статические) для потребителей первой категории, требующих питания переменным током. В течение всего полёта аккумуляторы работают в буфере с генераторами постоянного тока (где это предусмотрено). Используют свинцовые (12САМ-28, 12САМ-23, 12САМ-55), серебряно-цинковые (15СЦС-45) и никель-кадмиевые (20НКБН-25, 20НКБН-40, 20НКБН-28, 20KSX-27) аккумуляторные батареи. Продолжительность полёта при питании БЭС только от АКБ может сильно варьироваться на разных типах авиатехники: от нескольких часов (например, сейчас уже списанный бомбардировщик типа Ту-16, от АКБ летит до полутора часов) до нескольких минут (Ту-22М3, не более 12-15 минут).
Сегодня наиболее распространены батареи типоразмера 20НКБН25, взаимозаменяемые с батареями VARTA 20FP25. Цифры означают: батарея 20-элементная номинальной ёмкостью 25 ампер-часов. Существуют батареи со встроенным термодатчиком (20НКБН25-ТД и др.), установленным на одной из внутренних перемычек — датчик срабатывает при нагреве выше 70 °С, что случается при тепловом разгоне и включает сигнализацию перегрева аккумулятора, что при исправной в остальном СЭС служит сигналом к немедленному выключению аккумулятора. На современной технике цепи сигнализации заложены изначально, некоторые более старые типы дорабатываются: например, на Ту-154 бюллетень доработки выпущен после обесточивания в воздухе и аварийной посадки самолёта RA-85684 из-за неправильных действий бортинженера.

## Наземные источники электроэнергии
В настоящее время применяются при подготовках, различных профилактических и ремонтных работах наземные источники электроэнергии — аэродромные подвижные агрегаты (на автомобильном шасси) типа АПА-4, АПА-5Д, АПА-50М, АПА-80; аэродромные электромашинные генераторы-преобразователи АЭМГ-50М и АЭМГ-60/30М. В меньшей степени для электропитания применяются универсальные спецавтомобили типа ЭГУ-3, ЭГУ-50/210-131, УПГ-300. Также могут применяться стационарные статические полупроводниковые преобразователи-выпрямители, преобразующие промышленное напряжение в самолётное (они широко применяются на авианесущих кораблях).
Для подключения наземных источников к бортсети ЛА предусмотрены унифицированные разъёмы в нижней части фюзеляжа — по постоянному току типа ШРАП-500, по переменному току ШРАП-200 или ШРАП-400-3Ф, соответствующие международным стандартам.

## Распределительные сети
Бортовая электрическая сеть (БЭС) представляет собой сложную систему каналов передачи электроэнергии от источников к приёмникам и состоит из шин, электропроводки, распределительных устройств, коммутационной и защитной аппаратуры. Сети условно делятся на централизованные, децентрализованные и смешанные. В централизованной сети электроэнергия подводится вначале к шинам центральных распределительных устройств (ЦРУ), а затем к периферийным распределительным устройствам (РУ) — распределительным панелям (РП), распределительным коробкам (РК) и распределительным щиткам (РЩ), для питания всего бортового оборудования ЛА. В децентрализованной БЭС ЦРУ отсутствуют в принципе и распределение электроэнергии производится сразу по РК и РП потребителей. Также существует БЭС смешанного типа, имеющая признаки централизованной и децентрализованной сети. Для повышения надёжности применяется деление бортсети на, например, сеть постоянного тока левая и правая, или сеть первого, второго или третьего генераторов.
Сети могут питаться от параллельно (на общую нагрузку) работающих генераторов, при этом отказ одного, к примеру, генератора не приводит к обесточиванию сети. Применяется также перекрёстное питание — сеть № 1 питается от генератора № 1 (левый двигатель) и № 3 (правый двигатель). В свою очередь, сеть № 2 питается от генератора № 2 (левый двигатель) и № 4 (правый двигатель). Если принять, что мощности одного генератора достаточно для питания всех потребителей этой сети, тогда получается, что в случае отказа одного двигателя (любого) и, соответственно, остановки двух генераторов — это никак не отразится на электроснабжении самолётных систем.
В случае отказа генератора (генераторов) сеть автоматически (или вручную) подключится к соседней исправной сети. В случае неисправности в самой сети, например, коротком замыкании, сеть остаётся обесточенной, но часть потребителей этой сети (при условии их исправности) могут быть переключены на питание от другой сети (переключаемые шины). Небольшая часть БЭС, к которой подключены потребители первой категории, питается от аккумуляторной шины напрямую в течение всего полёта. Часть оборудования подключается к шинам двойного питания (также называемых аварийными шинами, АВШ), которые в нормальном режиме работают от генераторов/ВУ, но в случае аварии автоматически подключаются к аккумуляторной шине, либо же к АВШ постоянно подключены все источники (аккумуляторы, ВУ, генераторы…), а от АВШ питаются отключаемые шины, которые отключаются при отказе всех или почти всех основных источников (питании от аккумуляторов). Такая сложная система коммутации сетей преследует только одну цель — максимальное повышение живучести электропитания ЛА при разнообразных отказах и повреждениях. На более современных летательных аппаратах применяется автоматический контроль параметров работы генераторов и элементов бортсети цифровыми устройствами.
Экипаж имеет возможность управлять некоторыми переключениями, например, на Ту-154, Ту-95 — бортинженер, на Ту-134 — штурман, на Ту-22М — штурман-оператор, на Ан-22, Ил-76 — бортэлектрик, на Ан-12, Ан-24 — бортрадист. На одноместных самолётах-истребителях, а также на современных пассажирских лайнерах с двучленным кабинным экипажем, например на самолётах Airbus, или отечественных Sukhoi SuperJet 100 — пилоты, на их рабочих местах установлены органы контроля и управления энергосистемы. На старых самолётах, где используются генераторы постоянного тока с ручным управлением (Ту-134, Ан-12, Ту-95, Ан-24), в обязанности экипажа входит ручная подстройка разбаланса токов сетей (регулировкой напряжения генераторов), для чего в кабине установлены выносные регуляторы, а на современных самолётах практически всё автоматизировано, требуется лишь включение источников перед полётом, выключение после полёта, а вмешательство — лишь в серьёзных аварийных ситуациях.
На больших самолётах количество РК, РП и РУ может достигать нескольких десятков (более сотни), а общая длина проводки — сотен (и даже тысяч) километров. При этом все без исключения потребители имеют защиту от токовых перегрузок и КЗ — автоматы защиты сети, плавкие предохранители различных типов и силы тока — от 0,5 до 900 ампер. Как правило, вся коммутационная и защитная аппаратура компактно сосредотачивается в распределительных устройствах, для удобства обслуживания и монтажа.

## Аппараты защиты
Для защиты СЭС применяются самые различные аппараты — предохранители, автоматы защиты сети, различные реле, трансформаторы тока. Из плавких предохранителей наиболее распространены СП (стеклянный плавкий, срабатывание которых проверяется визуально по перегоранию элемента), рассчитанные на токи от 0,25 до 30 А, ПМ (плавкий малоинерционный, имеющий сигнализатор срабатывания, при перегорании элемента выступающий из корпуса), выпускаемые на токи от 1 до 75 А. На токи в сотни ампер выпускаются предохранители ТП (тугоплавкие), они применяются для защиты источников, а также особо мощных потребителей, например, моторов постоянного тока привода шасси и закрылков на Ту-95.

### Тепловые автоматы
Основные типы тепловых автоматов защиты:
- АЗС — автомат защиты сети, выполненный без свободного расцепления, то есть при необходимости его можно удерживать рукой от срабатывания. Бывают негерметичного и герметичного (АЗСГ) исполнения, выпускаются на токи от 1 до 40 А;
- АЗР — автомат защиты с расцепителем, который при срабатывании невозможно удержать и потом восстановить до остывания, выпускаются на токи от 30 до 150 А;
- АЗ3 — автомат защиты трёхфазный, предназначенный для защиты нагрузок, для которых недопустим неполнофазный режим работы (асинхронные электродвигатели, выпрямительные устройства);
- АЗК — автомат защиты кнопочный, имеющий однофазное (АЗК1) и трёхфазное (АЗК3) исполнения, отличается тем, что рукоятка выполнена не в виде рычажка, а в виде кнопки. На основание кнопки нанесён белый поясок, который виден при отключённом положении автомата. Выпускаются на токи от 1 до 150 А.

Несмотря на то, что автоматы предназначены не для оперативных переключений, а только для защиты, распредустройства нередко устанавливаются в кабине, поэтому автоматы АЗС и АЗ3 выполняются под различные типы освещения — под ультрафиолетовое, со светомассой в головке рычажка, без индекса, под красное или белое, без светомассы и с удлинённым (для АЗС) на 6 мм рычажком — с индексом К. Например, АЗСГК-5 — АЗС герметичный под красное/белое освещение, номинальный ток 5 А, АЗ3К-10 — автомат защиты трёхфазный под красное/белое освещение, номинальный ток фазы — 10 А.
На некоторых самолётах (например, на Як-42) для снижения массы АЗР многих цепей установлены не на отдельных РУ, а прямо на приборных щитках и используются для оперативного управления.

### Дифференциально-минимальное реле
Из защитных реле наиболее распространены поляризованные реле для цепей постоянного тока — дифференциально-минимальные реле ДМР-200, ДМР-400, ДМР-600, аппарат защиты и управления ВУ АЗУВУ-200, цифры означают максимальный ток в амперах. Ими защищаются источники постоянного тока — генераторы и выпрямительные устройства — от обратного тока и короткого замыкания в линии от источника до РУ. ДМР также выдаёт в цепи управления распределением электроэнергии сигнал о нормальной работе источника.
В ДМР две основных катушки — токовая, включённая между источником (клемма «+») и нагрузкой (клемма «Сеть»), и включающая, включённая между источником и минусом (клемма «–»). Если источник запускается нормально, то появление напряжения вызывает течение тока по включающей обмотке и её магнитный поток замыкает силовые контакты ДМР — источник подключается через токовую обмотку к нагрузке. Токовая и включающая обмотки намотаны на одном сердечнике так, что при течении тока от «+» в сеть их магнитные потоки складываются. Если источник отказывает или происходит КЗ в линии от источника до ДМР, то ток в токовой обмотке начинает течь в обратном направлении, потоки обмоток начинают действовать друг против друга и при токе срабатывания (10-15 А) взаимно уничтожаются, в результате чего размыкается и остаётся в таком положении поляризованный контакт, включённый в цепь включающей обмотки, она обесточивается и силовые контакты ДМР отключаются.
В ДМР имеются две специальных обмотки — контрольная и возвратная, также намотанные на общий сердечник и имеющие общий минус со включающей обмоткой. Намотаны они в разных направлениях таким образом, что при подаче плюса на контрольную обмотку (клемма «К» для АЗУВУ-200) её магнитный поток работает против основного и вызывает отключение поляризованного контакта (контроль исправности ДМР), а подача плюса на возвратную (клемма «Г» АЗУВУ-200) включает поляризованный контакт, восстанавливая ДМР после срабатывания или проверки.

### Дифференциальная защита переменного тока
Защита генераторов переменного тока, по сути похожая на действие ДМР, обеспечивается блоками трансформаторов тока совместно с блоком защиты генератора (БЗУ-376, БРЗУ-115 и др.). Блок трансформаторов тока — объединённые в один корпус три тр-ра тока, отечественной промышленностью выпускаются БТТ-30Б, БТТ-40, БТТ-60ПМ, БТТ-120БТ для генераторов на 30, 40, 60, 120 кВА соотв., блоки датчиков тока (отличие только в названии) БДТ-16К, БДТ-90К, БДТ-120БТ для генераторов мощностью 16, 90, 120 кВА. Один БТТ в бескорпусном виде встроен прямо в генератор либо установлен на фазных проводах X, Y, Z (уходящих на корпус), второй устанавливается в распредустройстве. Одноимённые трансформаторы (стоящие на одной фазе, например, на фазе A в РУ и на проводе X от генератора) включены через блок защиты встречно, если ток, потребляемый РУ, равен току, вырабатываемому генератором, то результирующий ток обоих ТТ равен нулю.
Если в линии возникает утечка или короткое замыкание, то равновесие нарушается и блок отключает генератор. Также блок обеспечивает максимальную токовую защиту генератора, контролируя токи трансформаторов по отдельности. При любой ошибке монтажа (неправильном подключении проводов к БТТ или перепутанной укладке фаз в окна БТТ, перевёрнутой установке БТТ, когда надписи «От генератора» и «К нагрузке» на корпусе БТТ не соответствуют прокладке проводов) дифференциальная защита работает неправильно: либо не отключается при КЗ в линии, либо не отключается при перегрузке, либо наоборот — генератор «не держит нагрузку», то есть отключается даже при малой нагрузке. Неправильный монтаж явился причиной пожара самолёта Ту-154 в Сургуте — не сработала максимальная токовая защита.

## Элементы коммутации
Основные элементы коммутации в бортовой сети — это выключатели, переключатели и электромагнитные реле. Применяются стандартные маломощные реле, но большей частью в качестве переключающих элементов используются высоконадёжные реле и контакторы, производимые специально для авиационной техники. Эти реле имеют особенную цифро-буквенную маркировку, абсолютно отличную от принятой в электрорадиотехнике.
Также в бортовой сети летательного аппарата достаточно широко используются различные полупроводниковые диоды в цепях пассивной диодной логики.
На больших самолётах количество реле и контакторов может быть настолько велико, что при включении самолёта под ток одновременное срабатывание сотен реле внутри всей конструкции вызывает характерный, ни с чем не сравнимый звук.

### Маркировка авиационных реле
Реле и контакторы отечественного производства, применяемые в авиационной технике, имеют специфическую маркировку, состоящую из девяти цифробуквенных знаков русского алфавита. Маркировка позволяет определить основные конструктивно-технические данные каждого конкретного изделия.
Первая буква в маркировке обозначает номинальное напряжение в цепи обмотки:
- Д - Десять вольт
- П - Пятнадцать вольт
- Т - Тридцать вольт
- С - Сто пятнадцать вольт (однофазный переменный ток)

Вторая буква - назначение:
- Т - токовое реле
- К - коммутационное реле, а также контактор
- В - реле времени
- Д - детекторное реле
- Н - реле напряжения
- П - реле с питанием цепи управления переменным током

Третья буква и четвёртая цифра обозначают значение номинального тока (в амперах) в цепи контактов.
Буква обозначает разряд:
- Е - единицы
- Д - десятки
- С - сотни
- Т - тысячи

Цифра на четвёртом месте указывает количество единиц данного разряда.
На пятом и шестом месте ставят две цифры или цифру и букву П - количество и вид контактов, цифра на пятом месте - количество независимых нормально замкнутых контактов (отсутствие данных контактов обозначается цифрой 0), цифра на шестом месте - количество независимых нормально замкнутых контактов, цифра на пятом месте и буква П на шестом - количество переключающих контактов (например, 01 - один нормально разомкнутый контакт, 02 - два нормально разомкнутых контакта, 2П - два переключающих контакта, 6П - шесть переключающих контактов).
Расположенная на седьмом месте буква - режим работы реле:
- Д - длительный режим работы реле;
- К - кратковременный режим работы реле.

Идущая на восьмом месте буква Т - реле термостойкое.
Также седьмой знак может обозначать максимально допустимую длительно действующую температуру окружающей среды:
- 0 - 85 °С;
- 1 - 100 ° С;
- 2 - 155 °С.

В ранее выпущенных реле обозначение температуры окружающей среды:
- ОД - 85 °С,
- 1 - 100° С,
- 1П - 150 °С.

Девятый знак в виде любой буквы русского алфавита условно обозначает дополнительные конструктивные особенности и модификации реле, при этом буква Г означает герметичное исполнение.
Примеры расшифровки:
Реле ТКЕ53ПОДГ - коммутационное герметичное реле постоянного тока с номинальным напряжением 30 В (фактически - 28 вольт), имеющее три независимых переключающих контакта на ток 5 А, рассчитанное на длительно действующую температуру окружающей среды - до +85 °С.
Контактор ТКС133ДОД  - контактор с обмоткой, рассчитанной на включение в бортовую сеть постоянного тока с номинальным напряжением 28 В, имеющий три нормально замкнутых и три нормально разомкнутых контакта на ток до 100 А, рассчитанный на длительно действующую температуру окружающей среды до +85 °С.

## Обслуживание
Электрооборудование ЛА обслуживают специалисты АО (в гражданской авиации специальности АО и РЭО совмещены). На тяжёлых машинах, в связи с большим объёмом работ, по АО проводится разделение на электрооборудование (ЭО) и остальные специальности. Наиболее ответственным, трудоёмким, физически тяжёлым и грязным является обслуживание щёточно-коллекторных узлов генераторов и электромашинных преобразователей.